# Sociale onderneming
Een sociale onderneming is een onderneming met een maatschappelijke missie. In Nederland is daar (nog) geen wettelijk vastgelegde rechtsvorm voor. Een sociale onderneming levert net als elke andere onderneming een product of dienst en heeft een verdienmodel. Een sociale onderneming heeft dus ook een eigenaar, of meerdere eigenaren, en soms ook aandeelhouders. Geld verdienen is echter bij een sociale onderneming niet het hoofddoel maar een middel om maatschappelijke waarde te creëren. Sociale ondernemingen zijn er in alle sectoren van het bedrijfsleven en creëren maatschappelijke waarde voor mens en milieu.

## Geschiedenis
De term sociale onderneming heeft een geschiedenis van decennia in de hele wereld, maar onder verschillende namen en met verschillende karakteristieken. De Engelse termen social enterprise en social enterpreneurship kunnen worden herleid tot Beechwood College, Engeland (vanaf 1978), waar Freer Spreckley de term sociale onderneming gebruikte om werknemers en de gemeenschap van coöperaties te beschrijven die gebruik maakten van het 'sociale boekhouding en audit’-systeem ontwikkeld op Beechwood. Bij ASHOKA - een Amerikaanse stichting - waar in de jaren 1980 Bill Drayton een programma opzette om de ontwikkeling van sociaal ondernemerschap te ondersteunen. Andere invloeden waren Italiaanse arbeiderscoöperaties, die lobbyden voor wetgeving voor 'sociale coöperaties' waarin leden met een mentale of andere handicap konden werken gedurende het herstelproces.
Het eerste wetenschappelijke paper dat voorstelde om arbeidscoöperaties die zich bezighielden met gezondheid en revalidatiewerk te beschouwen als sociale onderneming werd gepubliceerd in 1993. De schaal en de ontwikkeling van coöperaties in Italië (zo'n 7000 werknemers en 8000 sociale coöperaties) inspireerde de vorming van het EMES-netwerk van sociaal-economische onderzoekers, dat dit vervolgens verspreidde naar het Verenigd Koninkrijk en de rest van Europa via invloedrijke Engelstalige publicaties.
In de VS werd het werk van ASHOKA opgepikt door de universiteiten van Harvard, Stanford en Princeton, die sindsdien door middel onderzoeksprojecten, publicaties en andere initiatieven bijdragen aan de ontwikkeling van sociale ondernemingen.

## De Europese definitie
De Europese Unie heeft vanuit het Social Business Initiative een breed geaccepteerde definitie van sociale onderneming opgesteld die houvast kan geven.
Een sociale onderneming is een onderneming;
- waarvan de primaire doelstelling is om maatschappelijke impact te bereiken in plaats van het genereren van winst voor eigenaren en aandeelhouders
- die in de markt opereert door middel van de productie van goederen en diensten in een ondernemende en innovatieve manier
- die overschotten voornamelijk gebruikt om deze maatschappelijke doelen te bereiken en
- die beheerd wordt door sociale ondernemers op een verantwoorde en transparante wijze, met name door de werknemers, afnemers en belanghebbenden die verbonden zijn aan de bedrijfsactiviteit erbij te betrekken.

Op die manier hebben sociale ondernemingen een sociale, een ondernemende en een bestuurlijke dimensie.

## Sociale ondernemingssector in Nederland
Naar schatting zijn er ongeveer 4000-5000 sociale ondernemingen in Nederland. In vergelijking met andere Europese landen zijn er nog relatief weinig gegevens beschikbaar over de sociale ondernemingssector omdat het door de overheid nog niet echt als een sector wordt gezien. Zo bestaat er geen eenduidige definitie van wat een sociale onderneming is en bestaat er geen specifieke rechtsvorm. Het is nu dan ook niet mogelijk om een exacte indicatie te geven van de omvang van de sector in Nederland.
In 2012 werd Social Enterprise NL opgericht door Willemijn Verloop en Mark Hillen. Social Enterprise NL is een landelijk platform dat sociale ondernemingen vertegenwoordigt, verbindt en ondersteunt. Doel van het platform is de sector van sociale ondernemingen in Nederland te versterken en zo de maatschappelijke waardecreatie van deze bedrijven te vergroten.
Uit de Social Enterprise Monitor 2014 blijkt dat de werkgelegenheid binnen de onderzochte ondernemingen de afgelopen twee jaar met 12% is toegenomen. De ontwikkeling van de werkgelegenheid binnen de sociale ondernemingssector gaat tegen de trend van het reguliere MKB in, waar de werkgelegenheid tussen 2012 en 2014 is gedaald. Volgens de NOS bestaat er een groot groeipotentieel voor sociale ondernemingen in Nederland, de roep om een aantal obstakels weg te nemen groeit dan ook.
In 2014 heeft het Ministerie van Sociale Zaken en Werkgelegenheid een adviesaanvraag ingediend bij de Sociaal Economische Raad (SER) over het karakter van sociale ondernemingen, wat ze kunnen betekenen voor de oplossing van maatschappelijke problemen, wat de belemmeringen zijn en wat er nog moet gebeuren. De SER heeft op 11 april 2015 een advies uitgebracht waarin wordt gepleit voor een nationaal kenniscentrum voor het meten van de maatschappelijke waardecreatie van sociale ondernemingen, hun zogeheten impact. Ook wordt voorgesteld een label of keurmerk te introduceren voor sociale ondernemingen om te zorgen voor grotere erkenning en herkenning.
In 2015 kwam, aan de Universiteit Utrecht, de eerste leerstoel Sociaal Ondernemerschap. De Universiteit Utrecht ontwikkelt een belangrijk expertisecentrum voor sociaal ondernemerschap door ondernemers nauw te betrekken bij onderwijs en onderzoek. Mede op initiatief van Tony Chocolonely en met steun van verschillende partners wordt deze leerstoel mogelijk gemaakt.

## Overzicht (internationale) netwerken en organisaties
- EMES is een netwerk van wetenschappers dat zich richt op onderzoek naar sociale ondernemingen en de verschillende verschijningsvormen daarvan.
- Euricse is een internationaal onderzoeksinstituut gericht op coöperaties en sociale ondernemingen.
- The Guardian Social Enterprise Network is een online community voor iedereen met interesse in sociale ondernemingen. Met nieuws, informatie en relevante best-practices.
- Ashoka en Skoll Foundation zijn internationale organisaties die sociaal ondernemerschap wereldwijd op de kaart hebben gezet.

## Verdere bronnen
- Elkington, Hartigan, Schwab (2008) The Power of Unreasonable People. Harvard Business Review Press
- Durrieux M, Stebbins, R. (2010) Social Entrepreneurship for Dummies
- Nicholls A. (2006) Social Entrepreneurship, New Models of Sustainable Social Change. Oxford University Press
- Van Opstal, W. (2017) De sociale onderneming: een conceptueel kompas
- Dees Gregory J. (1998)The Meaning of Social Entrepreneurship Professor of the Practice of Social Entrepreneurship en Nonprofit Management aan Duke University's Fuqua School of Business. Discussie over de definitie van de term Social Enterprise.
- Jonker, J. (2012) Nieuwe Business Modellen – Working Paper
- The Four Lenses Strategic framework Toward an Integrated Social Enterprise Methodolog http://www.4lenses.org/
- Communication from the Commission Social Business Initiative: Creating a favourable climate for social enterprises, key stakeholders in the social economy and innovation, 25.10.2011
- SER magazine jan 2013-Dec 2014: Duurzame en eerlijke bedrijfsvoering stimuleren
- Persbericht SER 4 juli 2014: Minister Asscher vraagt advies over sociaal ondernemerschap
- Artikel Vrij Nederland 27 februari 2015: Sociale ondernemers zijn de koplopers van de nieuwe economie
- Artikel Protestantse Kerk Nederland: Sociale ondernemingen zoals de Sociale Coöperatie Soco Soco zijn een zegen voor het land